# Koneksjonizm

Prosty model sieci neuronowej używanej przez zwolenników drugiej fali popularności koneksjonizmu

Koneksjonizm, inaczej modele równoległego rozproszonego przetwarzania informacji, modele PDP – podejście w kogniwistyce próbujące wytłumaczyć działanie ludzkiego mózgu za pomocą sieci neuronowych.
Zdaniem koneksjonistów, mózg jest komputerem i bardzo szybko interpretuje on nieprecyzyjną informację sensoryczną za pomocą sieci neuronowych. Tym samym odróżnia on np. szept w hałaśliwym pomieszczeniu. Koneksjonizm dąży do zastąpienia metafory komputerowej metaforą mózgową. Samo funkcjonowanie mózgu ma przebieg statyczny, dlatego też koneksjoniści uważają, iż w stanie czynnościowym procesów dane magazynują się na bardzo krótki czas. W ten sposób każda wiedza zawarta jest implicite w strukturze urządzenia wykonawczego. Nie istnieje oddzielny procesor interpretujący wiedzę z bezpośrednim dostępem do niego. To właśnie wiedza wpływa na przebieg przetwarzania informacji. Koneksjoniści sugerują, iż złudzeniem jest przejście od tzw. wiedzy rozproszonej do wiedzy podmiotowej. Próbują oni dokonać wyraźnej zmiany w kartezjańskiej tezie o kopiowaniu świata zewnętrznego w aktach poznawczych.
W koneksjonizmie można wyróżnić trzy fale popularności:
1. W latach 1940. i 50. naukowcy skupiali się na zrozumieniu działania aktywności neuronów za pomocą modeli matematycznych[2][3]. Pierwsza fala zakończyła się w 1969 roku wraz z opublikowaniem prac dotyczących ograniczeń perceptrona[4].
2. W drugiej połowie lat 1980. takie rozwinięcia w dziedzinie sztucznej inteligencji jak sigmoidalna funkcja aktywacji doprowadziły do popularyzacji koneksjonizmu w psychologii, jednak pojawiały się trudności związane z tym jak sieci neuronowe mogą być w stanie przetwarzać informacje i np. przechowywać reprezentację umysłową[3].
3. Aktualna fala popularności jest spowodowana popularyzacją uczenia głębokiego, które doprowadziło do stworzenia dużych modeli językowych. Sukces dużych modeli językowych spowodował popularyzację koneksjonizmu jednak poziom skomplikowania i skala takich sieci stworzył problem zrozumienia sztucznej inteligencji[1].